# Hargreaves da Costa Macedo
Alberto Hargreaves da Costa Macedo, é um arquiteto português formado pela Escola de Belas Artes do Porto, conhecido pela utilização da linguagem Corbusiana em Portugal tendo obtido uma nota final de curso de 18 valores.

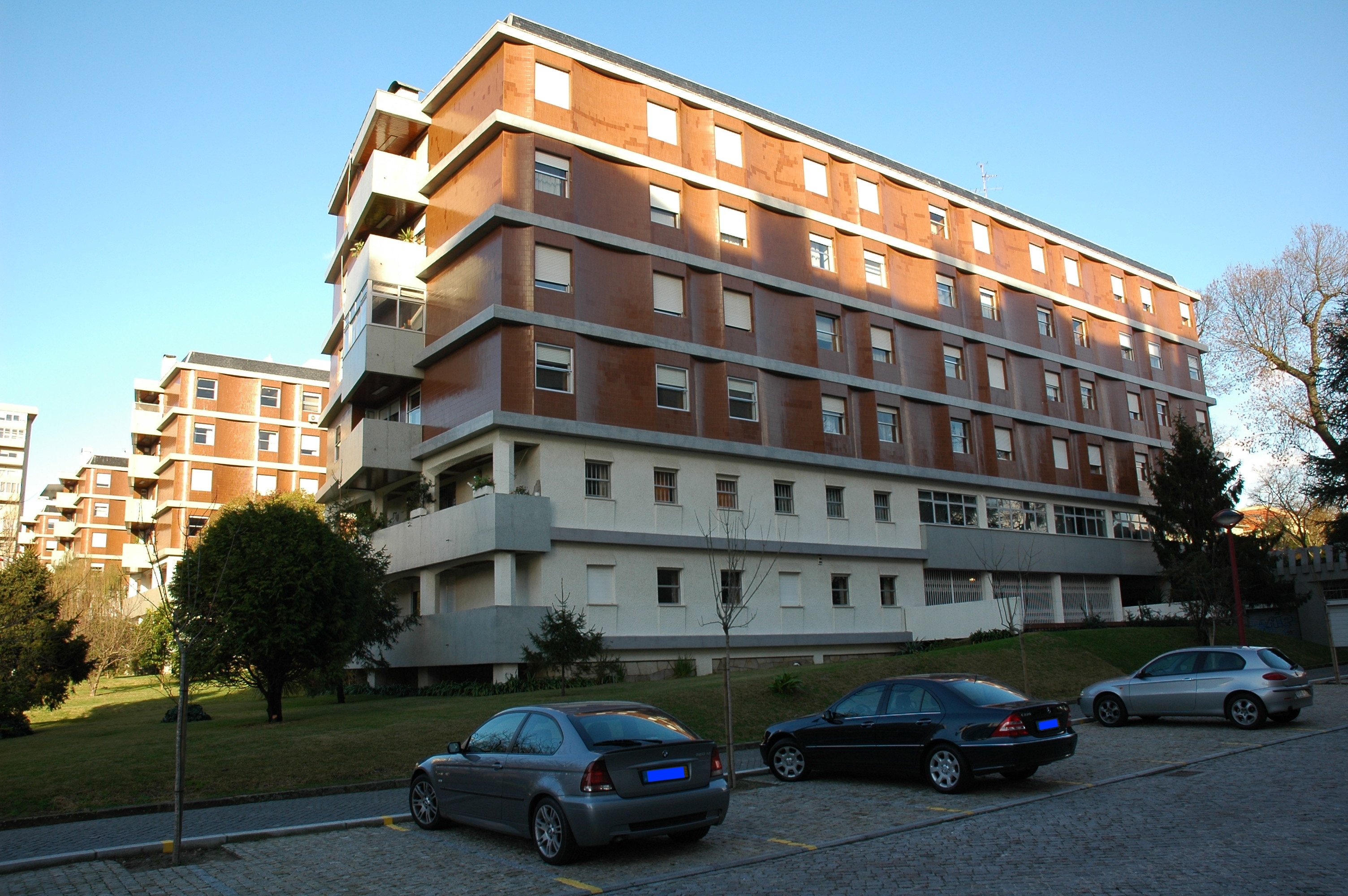
Edifícios na Rua António Cardoso, U.R.BE Porto.

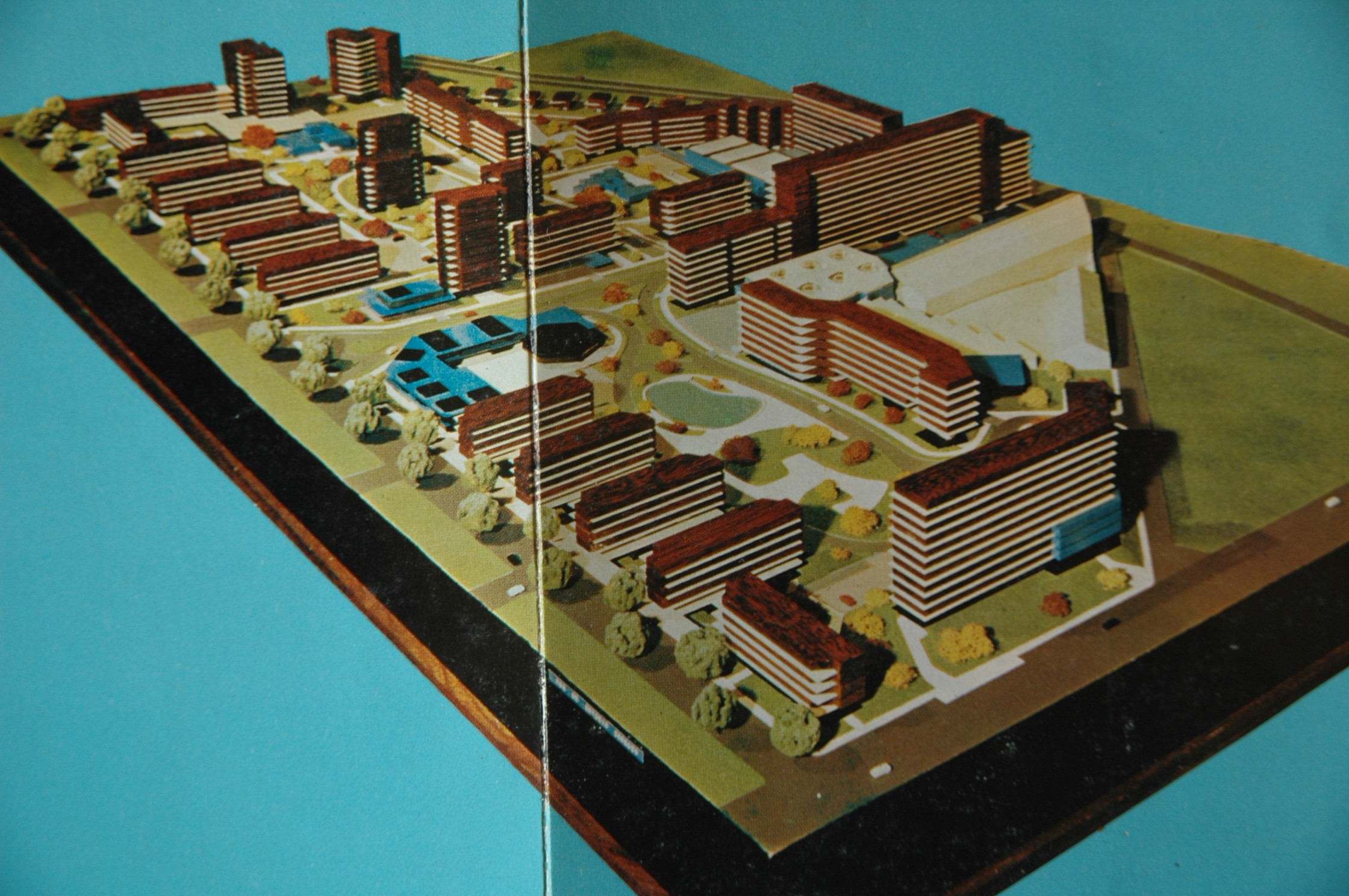
Plano de urbanização da U.R.BE Porto.

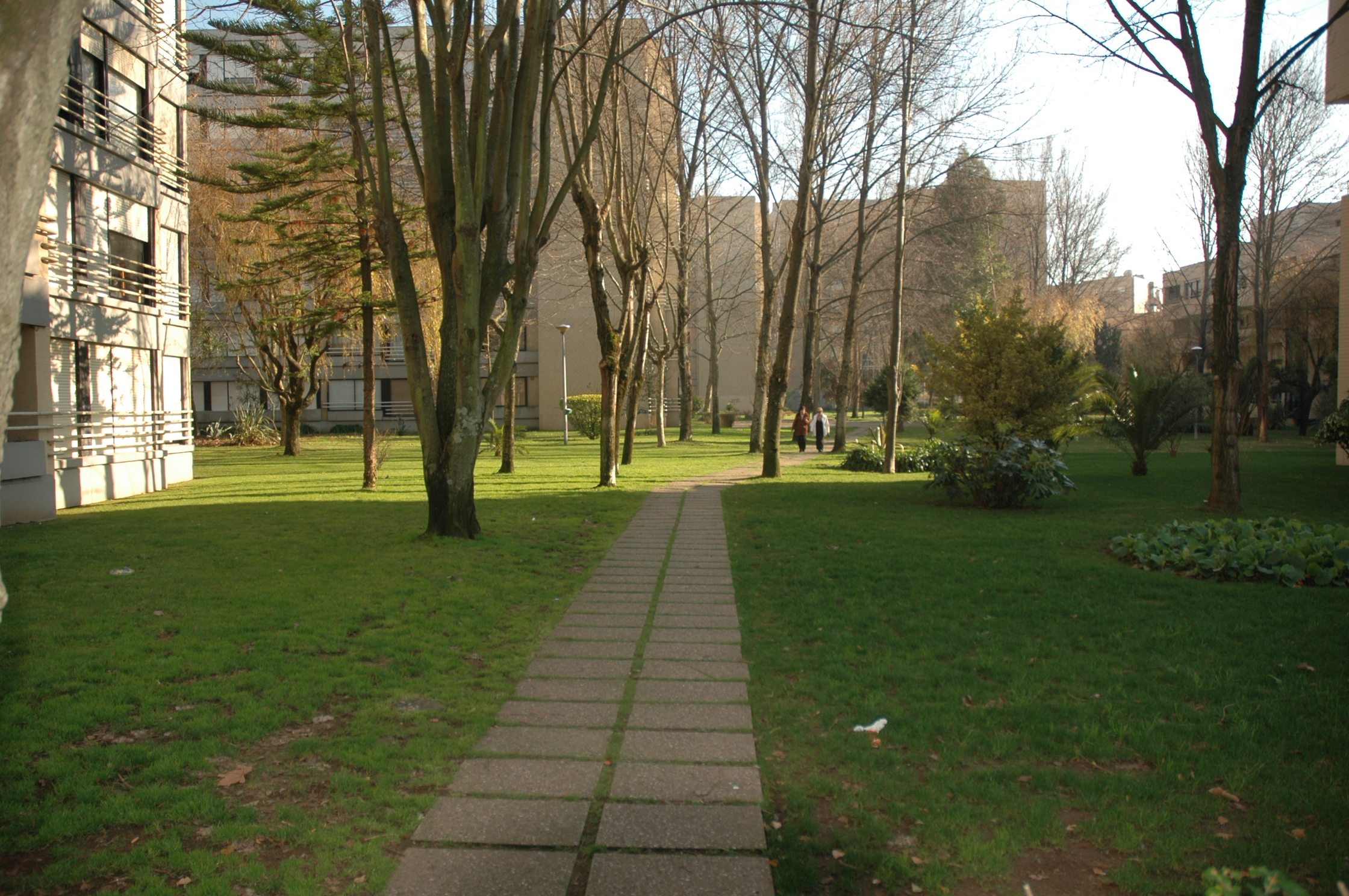
Urbanização dos Pinhais da Foz, Porto

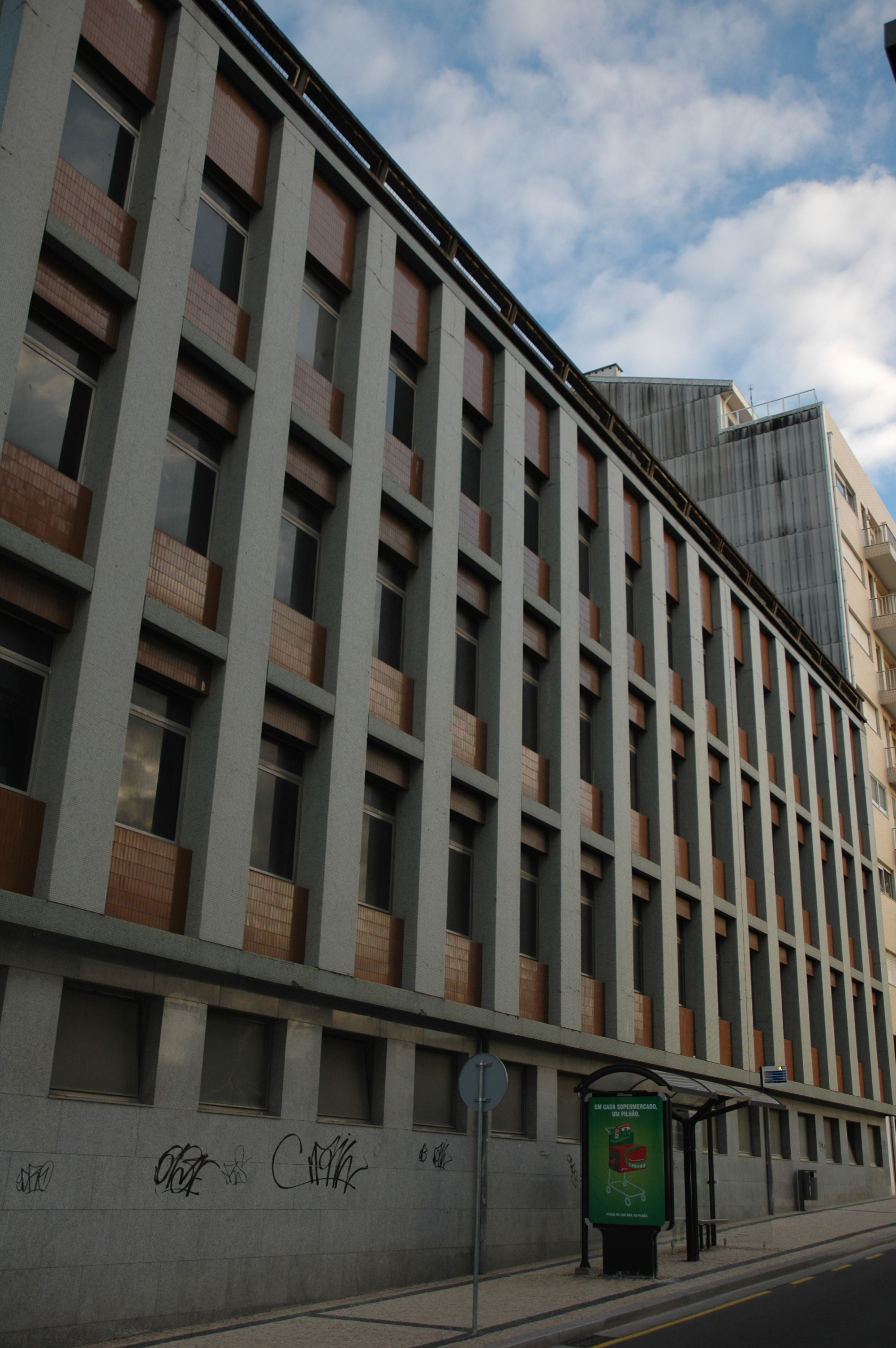
Moagem, VNGaia

## Biografia
Nasceu em 1929, em Santo Tirso, Santo Tirso, ingressou no curso de arquitetura na Faculdade de Belas-Artes da Universidade do Porto, formando-se em 1962 .
Começou logo a lecionar, tendo sido professor entre 1962 até 1966 e como já tinha sido Presidente da Associação Cristã na Associação de Estudantes, foi também Presidente da Ordem dos Arquitetos onde realizou vários mandatos entre 1978 e 1984, na altura, então chamada Associação dos Arquitetos Portugueses.

## Obras
Na sua Obra constam a vários projetos de urbanismo como a Urbanização Pinhais da Foz no Porto e a Urbanização "Unidade Residencial do Bessa - (U.R.BE.)", com uma área de 94.000m2, entre a Avenida da Boavista, Rua António Cardoso, Rua do Campo Alegre e Rua Bessa Leite no Porto. Aqui estava previsto 17 blocos residenciais, centro comercial, centro cultural, piscina - ginásio e escola primária. A U.R.BE. contemplava uma área coberta de 22.000m2 e os restantes 72.000m2 - zonas verdes e ruas.
Entre os vários projetos de Arquitetura, na sua Obra destacam-se os quatro blocos de habitação na U.R.BE, conhecidos pelos "blocos de chocolate", na Rua António Cardoso no Porto.
Alberto Hargreaves da Costa Macedo teve uma importante relação com a cidade do Porto. Materializou a A carta de Atenas Le Corbusier em 1967 numa cidade com uma malha urbana habituada a lotes de frente estreita e muito fundos. Nas suas Obras de projetista e urbanista teve como ponto principal o bairro-jardim e a cidade-jardim.